# Гонсалес, Алекс
Алеха́ндро Хосе́ Гонса́лес (исп. Alejandro José González, более известный как Алекс Гонсалес; род.13 августа 1980, Мадрид, Испания)  — испанский актер, известный тем, что сыграл Хавьера Мори в «Эль Принсипе» (2014–2016) и Марио Мендосу в « Живи без разрешения» (2018–2020). оба от Телесинко.

## Биография
Алекс начал свою карьеру в качестве актера на телевидении в таких сериалах, как Un Paso Adelante, Hospital Central, Los Serrano и Motivos Personales, в которых он заменил Мигеля Анхеля Сильвестра, чтобы сыграть своего персонажа, Начо Мендосу, во втором сезоне сериала. Он также участвовал в качестве главного героя в таких сериалах, как «Обратный отсчет», «LEX», «La Señora», «Tierra de lobos» и мини-сериале «Inocentes». В 2014 и 2015 годах он снялся в сериале «Принц», который принес ему известность и признание публики.
Он дебютировал в кино с фильмом на тему бокса «Второе нападение» в 2005 году, за который он был номинирован на премию Гойи как лучший новичок . Позже это было направлено Мануэлем Гутьерресом Арагоном в Una rosa de Francia (2006)  и Хосе Луисом Гарси в Luz de Domingo (2007), адаптации романа Рамона Переса де Аяла с астурийской обстановкой. Несколько лет спустя, появившись на кастинге во время изучения английского языка в Великобритании, он смог дебютировать в Голливуде в составе актерского состава супергеройского фильма «Люди Икс: Первый класс» (2011), сыграв персонажа Разрыв. Позже в фильме «Влюбленный Алакран» (2013) он сыграл молодого неонациста, принадлежавшего к группировке, возглавляемой Хавьером Бардемом.
В 2016 году состоялась премьера «Ноктема», записанного летом 2015 года вместе с Адрианом Ластрой и Карлой Ньето, и «Орбита 9», в котором он снялся вместе с Кларой Лаго и Белен Руэда. Он также ездил в Лос-Анджелес на съемки американского сериала под названием «Гражданин», пилотный эпизод которого был записан, но в итоге был отменен.
В апреле 2017 года он вернулся в Испанию, чтобы начать запись сериала Telecinco Vivir sin orden вместе с Хосе Коронадо, в котором он был главным героем, играя Марио Мендосу в течение двух сезонов сериала. В 2021 году он был одним из главных героев сериала Amazon Prime Video 3 Caminos вместе с Вероникой Эчеги, Анной Шимригк, Андреа Боска, Альберто Джо Ли и Сесилией Суарес. В том же году он вместе с Марией Вальверде снялся в оригинальном фильме Netflix «Мы были песнями» режиссера Хуаны Масиас, основанном на романах Элизабет Бенавент . Кроме того, он присоединился ко второму сезону Toy Boy , и его подписание было объявлено в качестве главного героя сериала Prime Video Operación Marea Negra.

## Фильмография

### Фильмы
| Год  | Квалификация              | Персонаж                 | директор                 |
| ---- | ------------------------- | ------------------------ | ------------------------ |
| 2005 | Второй раунд              | Ангел                    | Дэниел Себриан           |
| 2006 | Роза из Франции           | Андрей                   | Мануэль Гутьеррес Арагон |
| 2007 | Воскресный свет           | Городской                | Хосе Луис Гарсия         |
| 2008 | Книга вод                 | Анхель Педроса           | Антонио Хименес Рико     |
| 2011 | Люди Икс Первое поколение | Янос Квест / Riptide     | Мэтью Вон                |
| 2011 | Цвет океана               | Джозеф                   | Мэгги Перен              |
| 2013 | Скорпион в любви          | Джулиан «Скорпион» Лопес | Сантьяго Зану            |
| 2013 | Горение                   | Майкл                    | Даниэль Кальпарсоро      |
| 2015 | Летняя сказка             | Алекс                    | Карлос Доррего           |
| 2016 | Орбита 9                  | Алекс                    | Хатем Храиче             |
| 2016 | Ночь                      | Александр                | Маркос Кабота            |
| 2021 | Мы были песнями           | Лео                      | Хуана Масиас             |

### Телевидение
| Год         | Квалификация             | Персонаж                          | Оценки                         |
| ----------- | ------------------------ | --------------------------------- | ------------------------------ |
| 2003        | Центральная больница     | Пол Колесо                        | 4 серии                        |
| 2004        | Шаг вперед               | НЛО                               | 7 серий                        |
| 2005        | Личные мотивы            | Игнасио «Начо» Мендоса            | Основной состав (Т2); 14 серий |
| 2005 - 2006 | Серранос                 | Хайме Молина                      | 4 серии                        |
| 2007 - 2008 | Обратный отсчет          | Марио Артета                      | Основной состав; 29 серий      |
| 2008        | Лекс                     | Рауль Серра                       | 7 серий                        |
| 2009 - 201? | Миссис                   | Антон Портела                     | 8 серий                        |
| 2010        | Невиновный               | кадры                             | мини-сериал; 2 серии           |
| 2013 - 2014 | Земля волков             | Дон Хоакин Монтес                 | Основной состав (Т3); 8 серий  |
| 2014 - 2016 | Принц                    | Хавьер Мори                       | Основной состав; 31 серия      |
| 2018 - 2020 | Жить без разрешения      | Марио Мендоса Педрейра            | Основной состав; 23 серии      |
| 2021        | 3 способа                | Роберт                            | Основной состав; 8 серий       |
| 2021        | Игрушечный мальчик       | Леонардо Хименес Джалло "Турок"   | Основной состав (Т2); 8 серий  |
| 2022        | Операция «Черный прилив» | Фернандо «Нандо» Баррейра Вальдес | Главный герой; 4 серии         |

## Музыкальная деятельность
- Он снялся в видеоклипе El Canto del Loco «Удача моей жизни» (2008).
- «Años 80» с Дани Мартином из El Canto del Loco (Диск «Voces X 1 Fin - Вместе за Сахару») (2009).
- Сотрудничество с El Mundo de Murphy (и совместно с Kinder) над песней «En tus manos» из альбома «Sairem» (2014).

## Другие
- Главный герой рекламного ролика Калидада Паскуаля "Vive soy" (2014 г.)
- Главный герой рекламного ролика Eurostars Hotels "Reach The Top" (2015 г.)
- Испанский посол Haig Club (2015 г.)
- Главный герой Planeta Calleja на Мадагаскаре (2015 год)

## Награды и номинации

### Награды Гойи
| Год  | Категория          | фильм        |
| ---- | ------------------ | ------------ |
| 2005 | Лучший новый актер | Второй раунд |

### Премия Союза актеров
| Год     | Категория            | фильм               |
| ------- | -------------------- | ------------------- |
| 2005 г. | Лучший новый актер   |                     |
| 2013    | Лучший ведущий актер | Скорпион в любви \| |

### Серебряные оправы
| Год  | Категория                   | Фильм/Сериал |
| ---- | --------------------------- | ------------ |
| 2014 | Лучший актер на телевидении |              |

### Премия кинофестиваля в Сарагосе
| Год     | Категория | Результат |
| ------- | --------- | --------- |
| 2006 г. |           |           |

### Турия Награды
| Год     | Категория          | фильм |
| ------- | ------------------ | ----- |
| 2006 г. | Лучший новый актер |       |

### Награды за мужское здоровье
| Год  | Категория                           | Фильм/Сериал                 |
| ---- | ----------------------------------- | ---------------------------- |
| 2012 | Лучший актер международной проекции | Люди Икс Первое поколение \| |
| 2014 | Лучший актер на телевидении         |                              |

### Награды GQ
| Год  | Категория                           | фильм                            |
| ---- | ----------------------------------- | -------------------------------- |
| 2013 | Человек года за лучшую мужскую роль | Скорпион в любви / Возгорание \| |

### Космополитическая премия
| Год  | Категория                    |
| ---- | ---------------------------- |
| 2013 | Космополитичный человек года |